# Río maldito
Río maldito, o Siete pistolas para un gringo, es una película wéstern española/italiana de 1966 dirigida por Juan Xiol Marchal. Fue escrita por Alberto Colucci, Ignacio Iquino y Roberto Bianchi Montero, y musicalizado por Enrique Escobar. Está protagonizada por Gérard Landry, Don Harrison, Fernando Rubio, Alberto Farnese, Alberto Gadea, Juan Manuel Simón, César Ojinaga y Gustavo Re.

## Argumento
Un niño, que fue adoptado por un dentista nómada cuando su padre fue asesinado, vuelve a su pueblo años después.

## Reparto
- Gérard Landry
- Dan Harrison
- Fernando Rubio
- Alberto Farnesio
- Juan Manuel Simón
- César Ojinaga
- Gustavo Re
- José Ma Pinillo
- Patricia Loran
- Eduardo Lizarza
- Víctor Vilanova
- Teresa Giró
- Marta May
- Gaspar González
- Alberto Llosa Gadea